# Шиншедур
Шиншеду́р (рос. Шиншедур, марій. Шеҥыштӱр) — присілок у складі Моркинського району Марій Ел, Росія. Входить до складу Шалинського сільського поселення.

## Населення
Населення — 26 осіб (2010; 42 у 2002).
Національний склад (станом на 2002 рік):
- лучні марійці — 100 %